# Tapirus terrestris
Il tapiro sudamericano (Tapirus terrestris), comunemente chiamato anche tapiro brasiliano (dal Tupi tapi'ira), tapiro amazzonico, tapiro dalla criniera, tapiro di pianura, in guaranì mborevi, in portoghese anta, e in un misto di quechua e spagnolo sachavaca (letteralmente "vacca della giungla"), è una delle quattro specie rappresentanti appartenenti alla famiglia Tapiridae, insieme al tapiro di montagna, il tapiro di Baird e il tapiro dalla gualdrappa. È il più grande mammifero terrestre vivente nativo dell'Amazzonia.
La maggior parte dei sistemi di classificazione include la presunta specie Tapirus kabomani (noto anche come il tapiro pigmeo nero o tapiro kabomani), una specie controversa, come facente parte della specie Tapirus terrestris. L'epiteto specifico deriva dall'arabo kabomani, termine per tapiro nella lingua locale paumarí. La descrizione formale di questo tapiro non suggeriva un nome comune per la specie. La tribù Karitiana lo chiama il piccolo tapiro nero. È la specie di tapiro più piccola, anche più piccola del tapiro di montagna (T. pinchaque). T. kabomani è originario della foresta pluviale amazzonica, dove sembra essere simpatrico con il tapiro sudamericano (T. terrestris). Quando venne annunciata la sua scoperta nel dicembre 2013, T. kabomani era il primo ungulato a dita dispari scoperto in oltre 100 anni. Tuttavia, T. kabomani non è stato riconosciuto dal Tapir Specialist Group come una specie distinta e recenti prove genetiche suggeriscono inoltre che sia effettivamente parte della specie T. terrestris.

## Aspetto fisico
Il tapiro del Sudamerica è di colore marrone scuro, con una striscia marrone chiaro su guance, gola e petto. Ha corporatura tozza, arti robusti con zampe terminanti con tre dita e una bassa criniera che lo attraversa dal capo alla schiena. Il muso è allungato e termina con la caratteristica proboscide; le orecchie hanno la punta bianca. 

Il tapiro del Sudamerica può raggiungere la lunghezza di 2 metri (più la coda, di 50 cm ca.), l'altezza al garrese di un metro e i 250 chilogrammi di peso.

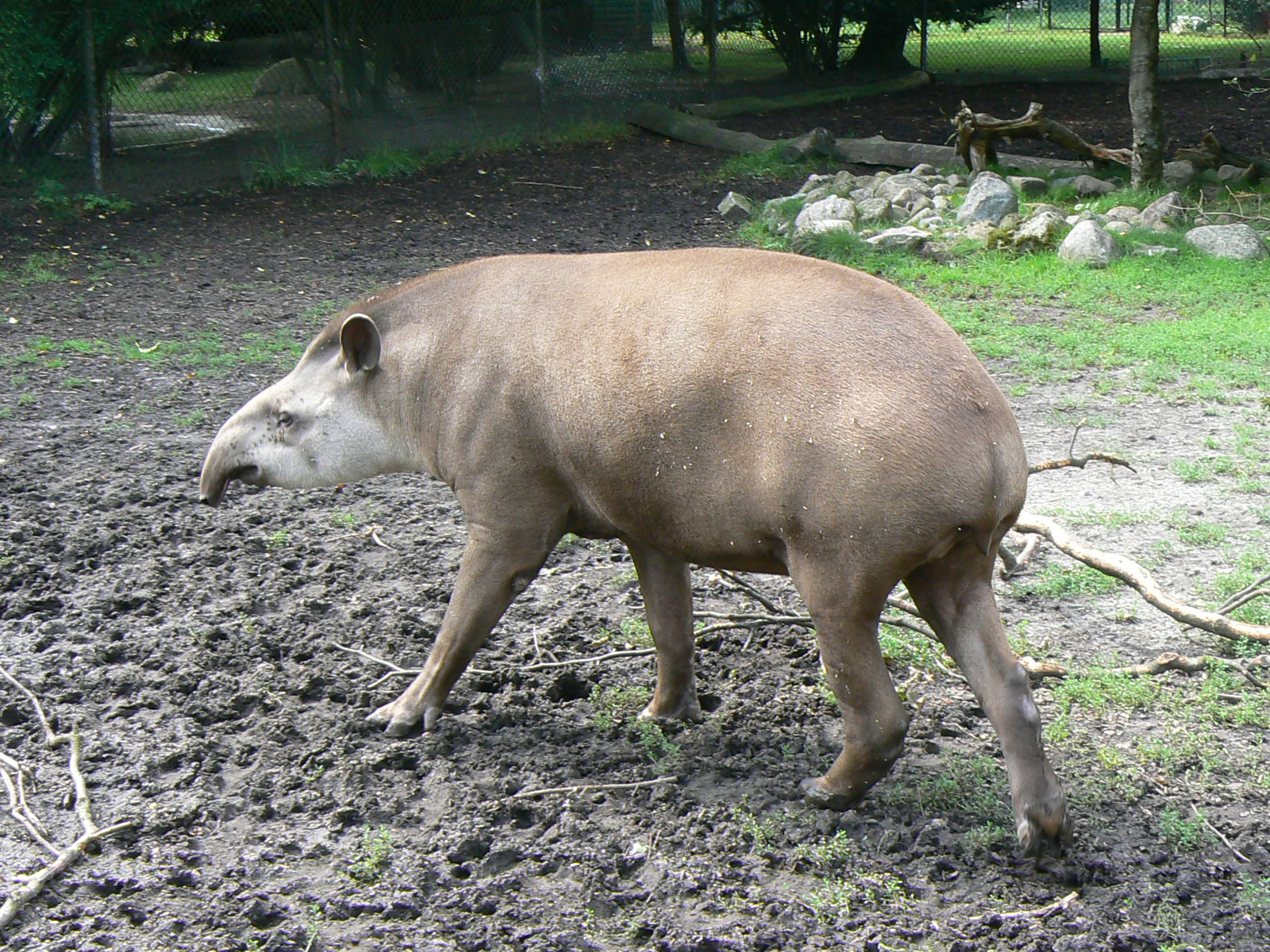
Un tapiro sudamericano in un giardino zoologico

La sua vita media è di 25-30 anni.

## Comportamento
Il tapiro del Sudamerica preferisce gli habitat lungo i corsi d'acqua, dove, grazie alla sua abilità nel nuoto, può sfuggire facilmente ai suoi nemici naturali (puma e giaguari). 

Questo mammifero vive la sua vita di notte, brucando in modo selettivo l'erba e mangiando le foglie dalle piante basse e dalle alghe. Di giorno riposa lungo le rive dei fiumi. 

La femmina del tapiro del Sudamerica, dopo una gestazione di 13 mesi, dà alla luce un piccolo, qualche volta due.

## Distribuzione
Il tapiro del Sudamerica è diffuso nella parte a est delle Ande, dalla Colombia al sud del Brasile e al Paraguay. Lo si può trovare soprattutto nella foresta amazzonica, ma talvolta si spinge fino ai campi coltivati. Ama l'acqua, ma non al livello del tapiro dalla gualdrappa.